# Dicranomyia pontica
Dicranomyia pontica là một loài ruồi trong họ Limoniidae. Chúng phân bố ở miền Cổ bắc.